# 麦畑
「麦畑」（むぎばたけ）は、男女デュオ・オヨネーズのシングル。

## 概要
- 東北弁（福島弁）のデュエットソング。1989年12月18日付けチャートでTOP10に4位でランクイン。1990年2月5日に12位で圏外に去るまで、7週連続でその地位を保った。
- 宴会の出し物・踊りとしてもたびたび登場する。
- 福田こうへいと市川由紀乃がアルバム「演歌 夢の競演」（キングレコード）でカバーしている。
- イントロでスコットランド民謡を原曲とする『麦畑』の旋律が、防災無線をイメージした電子音で奏でられる。

## 収録曲
1. 麦畑
  - 作詞・作曲：榎戸若子（よの森あかね）／補作詞・曲：上田長政／編曲：伊戸のりお
2. 男酒女酒
  - 作詞：臼井ひさし／作曲：上田長政／編曲：伊戸のりお